# 霍利斯 (阿肯色州)
霍利斯（英語：Hollis）是位於美國阿肯色州佩里縣的一個非建制地區。該地的面積和人口皆未知。

## 地理
霍利斯的座標為34°52′28″N 93°06′38″W / 34.87444°N 93.11056°W，而該地的平均海拔高度為151米（即495英尺）。